# یلوه آندامان
یلوه آندامان (نام علمی: Rallina canningi) نام یک گونه از سرده یلوه‌های جنگلی است.